# Benicia
Benicia is een plaats (city) in de Amerikaanse staat Californië, en valt bestuurlijk gezien onder Solano County.

## Demografie
Bij de volkstelling in 2000 werd het aantal inwoners vastgesteld op 26.865.
In 2006 is het aantal inwoners door het United States Census Bureau geschat op 26.597, een daling van 268 (-1.0%).

## Geografie
Volgens het United States Census Bureau beslaat de plaats een oppervlakte van
40,4 km², waarvan 33,4 km² land en 7,0 km² water. Benicia ligt op ongeveer 103 m boven zeeniveau.
Benicia is met Martinez, ten noorden van de Carquinez Strait, verbonden door de Benicia-Martinez-brug.

## Plaatsen in de nabije omgeving
De onderstaande figuur toont nabijgelegen plaatsen in een straal van 16 km rond Benicia.